# Iranische Hunnen
Als Iranische Hunnen wird eine Gruppe verschiedener spätantiker zentralasiatischer Stämme bezeichnet, die zwischen dem 4. und 6./7. Jahrhundert im Raum des heutigen Afghanistans und benachbarter Gebiete eigene Herrschaften etablierten und teils bis in den Nordwesten Indiens expandierten. Die Bezeichnung iranische Hunnen, die sich in der Forschung allgemein durchgesetzt hat, geht auf die numismatischen Untersuchungen Robert Göbls in den 1960er Jahren zurück. Die iranischen Hunnen bedrohten durch ihre Vorstöße immer wieder die Nordostgrenze des persischen Sassanidenreichs und zwangen die persischen Könige zur Sicherung der Grenze zu wiederholten Feldzügen, über deren Einzelheiten aber oft wenig bekannt ist.

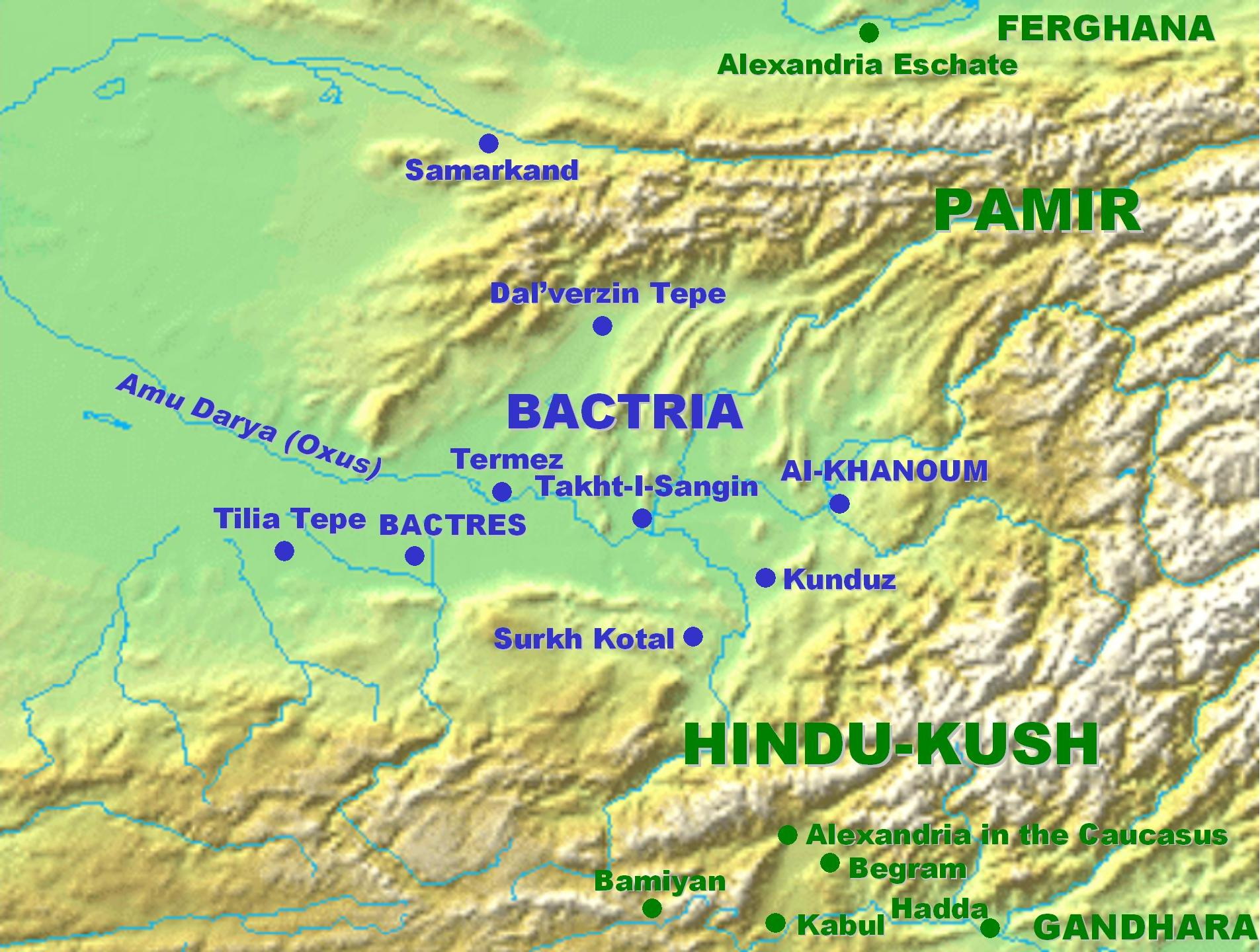
Baktrien

## Grundzüge der Geschichte der iranischen Hunnen

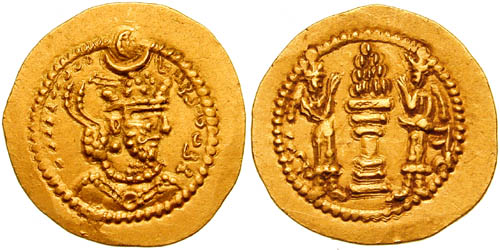
Münze Yazdegerds II.

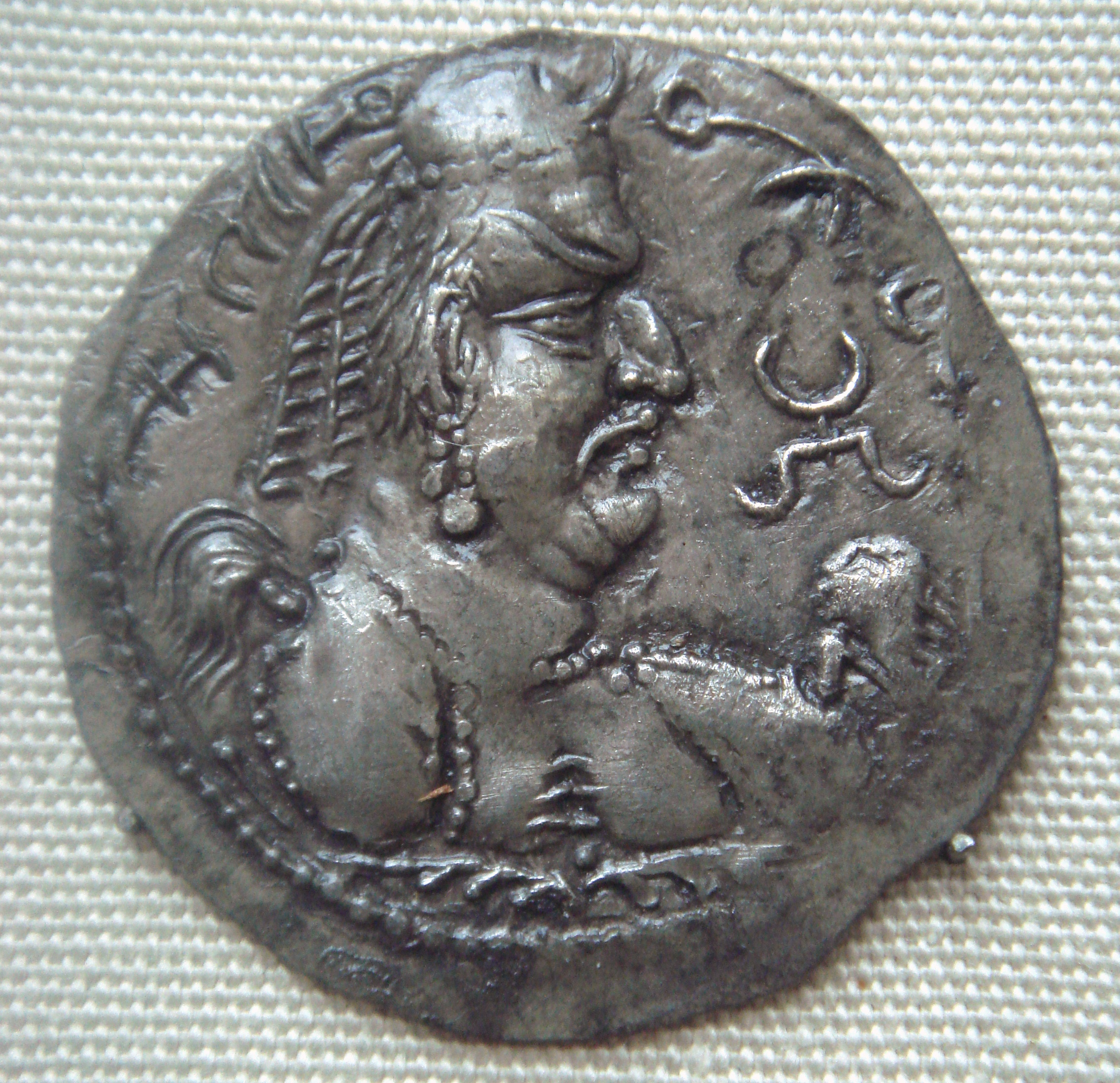
Alchonmünze mit der Darstellung König Khingilas

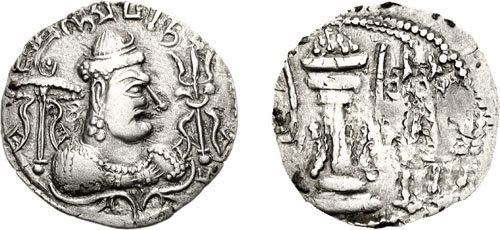
Münze Mihirakulas

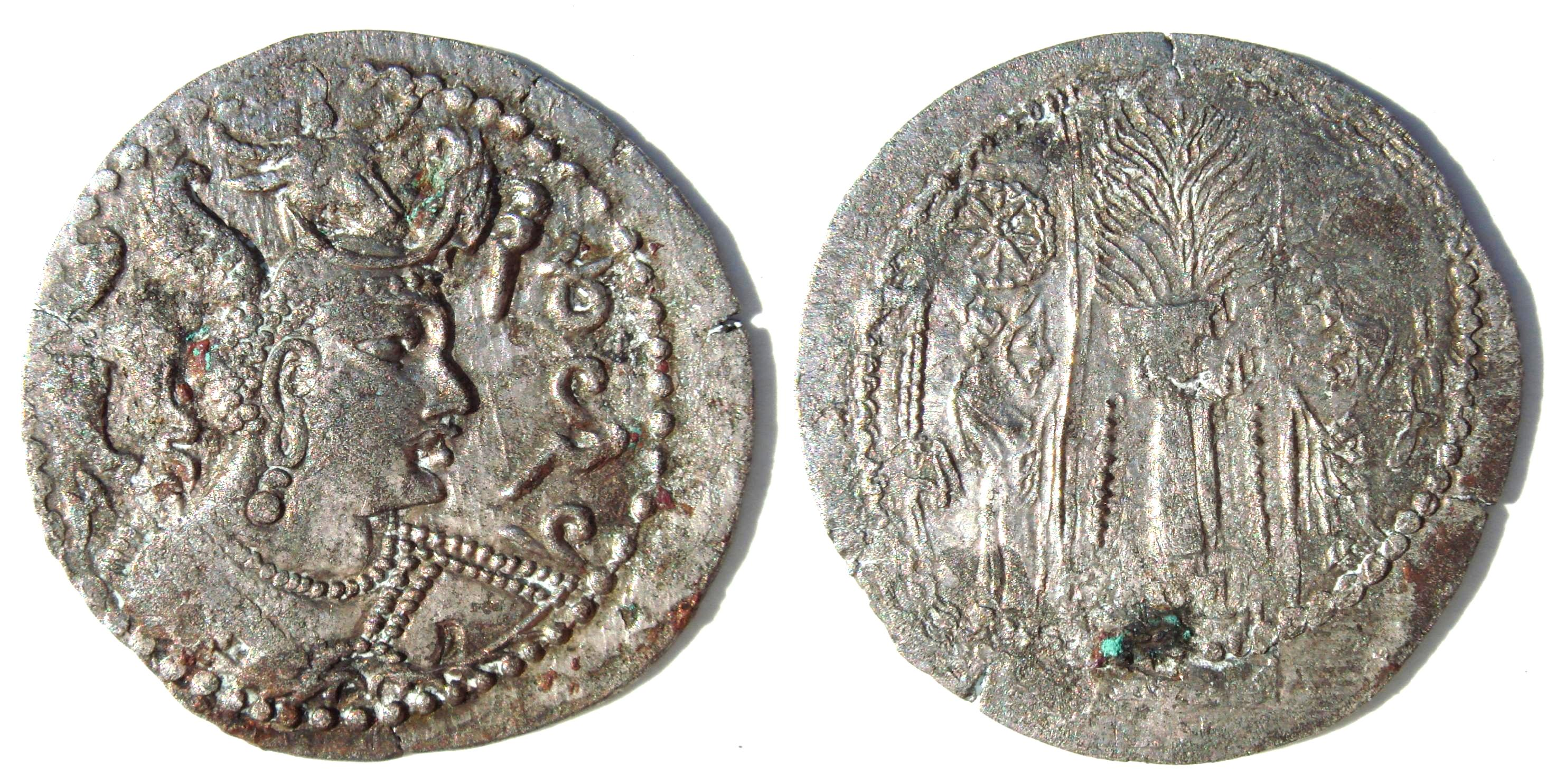
Nezakmünze

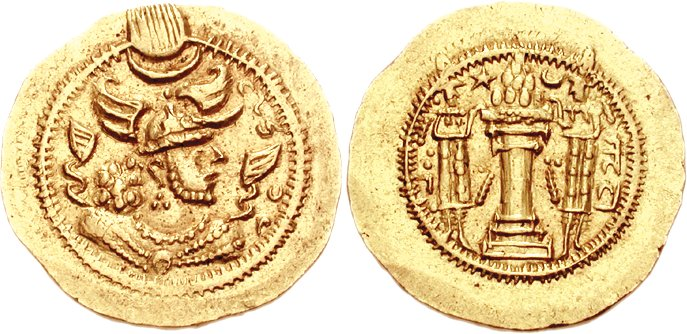
Münze des Sassanidenkönigs Peroz I.